# Petra Frey
Petra Frey, född som Petra Kauch den 27 juni 1978 i Innsbruck, är en österrikisk sångerska.

## Biografi
Frey släppte sitt debutalbum vid 15 års ålder; Bloß Träume im Kopf, 1993. Hon är en av Österrikes mest populära sångerskor och förekommer ofta i radio och TV. Hennes repertoar består främst av schlagermusik. Hon har deltagit i ett flertal tävlingar, såsom Deutsche Schlager-Festspiele och Grand Prix der Volksmusik.

### Eurovision Song Contest
Hon representerade Österrike i Eurovision Song Contest 1994 med bidraget Für den Frieden der Welt, skriven av schlagerduon Brunner & Brunner. Vid finalen i Dublin, Irland, slutade hon på 17:e plats. 2003 tävlade hon i den österrikiska uttagningen till Eurovision Song Contest med bidraget This Night Should Never End, skriven av Ralph Siegel och Bernd Meinunger. Bidraget slutade på andra plats efter Alf Poiers Weil der Mensch zählt. Petra Frey försökte ännu en gång representera Österrike i Eurovision Song Contest 2011, då hon ställde upp med Send a Little Smile, men tog sig inte vidare från den Internetbaserade semifinalen. 

## Diskografi

### Album
- 1993 – Bloß Träume im Kopf
- 1995 – Hey Du
- 1996 – Liebst Du mich
- 1998 – Küß mich
- 1999 – Heiss und Kalt
- 2001 – Geboren um Dich zu lieben
- 2002 – Das ist mein Leben
- 2004 – Freyheiten
- 2007 – Göttlich Weiblich
- 2008 – Selbstbewusst
- 2009 – Feuer und Eis
- 2011 – Einfach Frey

### Samlingsalbum
- 1998 – Herz in Sicht
- 2001 – Made in Austria
- 2003 – Meine Erfolge
- 2003 – Nimm mein Herz
- 2010 – Meine Besten